# Hrvatska Dubica
Hrvatska Dubica je općina u središnjoj Hrvatskoj, u Sisačko-moslavačkoj županiji.

## Zemljopis
Hrvatska Dubica je općina na Banovini (Sisačko-moslavačka županija). Nalazi se na lijevoj obali rijeke Une nekoliko kilometara prije ušća u rijeku Savu.
Hrvatska Dubica ujedno se nalazi na važnoj geostrateškoj točki; na dodiru Zrinskog pobrđa, te vratima pounja u prostranu posavsku nizinu, što je omogucilo izgradnju bitnog prometnog smjera iz središnje Hrvatske prema sjeverozapadnoj Bosni.

## Stanovništvo
Po popisu stanovništva iz 2001. godine, općina Hrvatska Dubica imala je 2341 stanovnika, raspoređenih u 6 naselja:
- Baćin – 321
- Donji Cerovljani – 90
- Gornji Cerovljani – 142
- Hrvatska Dubica – 987
- Slabinja – 317
- Živaja – 484

Popis iz 2001. godine:
- broj stanovnika = 2341
- (Hrvati): 91 %
- (Srbi): 6 %
- (Ostali): 3 %

| broj stanovnika | 5198  | 5645  | 5622  | 6328  | 6599  | 7327  | 6967  | 7092  | 5635  | 5824  | 5773  | 5219  | 4493  | 4237  | 2341  | 2089  | 1462  |
|                 | 1857. | 1869. | 1880. | 1890. | 1900. | 1910. | 1921. | 1931. | 1948. | 1953. | 1961. | 1971. | 1981. | 1991. | 2001. | 2011. | 2021. |

| broj stanovnika | 2848  | 3153  | 3072  | 3379  | 3468  | 3783  | 3525  | 3383  | 2813  | 2793  | 2723  | 2433  | 2170  | 2062  | 987   | 1040  | 774   |
|                 | 1857. | 1869. | 1880. | 1890. | 1900. | 1910. | 1921. | 1931. | 1948. | 1953. | 1961. | 1971. | 1981. | 1991. | 2001. | 2011. | 2021. |

## Popis stanovništva 1910. godine
Prema popisu stanovništva iz 1910. godine Dubica je imala 3.783 stanovnika, od čega 2.110 Hrvata, 1.556 Srba, 11 Mađara, 3 Nijemca i 1 Slovaka. Prema vjeroispovjesti katolika je bilo 2.225, a pravoslavaca 1.556.

## Uprava
Načelnica općine Hrvatska Dubica je Ružica Karagić.

## Povijest
Najstariji spomenici koji govore da je područje današnje Dubice zabilježeno kao rimski lokalitet, jedno takvo arheološko nalazište bilo je na sprudištu, uzvodno od mosta za Bosansku Dubicu, a drugo prethistorijsko i antičko na položaju Gradina. Natpis na miljokazu rimskih careva Valentinijana I. (364. – 375. po Kr.) i Valensa (364. – 378. po Kr.) nađen 1895. na rimokatoličkom groblju, danas se nalaze u Arheološkom muzeju u Zagrebu. Isklesan je iz pješčenjaka, s udubljenjem s gornje strane, promjera 40 cm, visine 74+24cm (dvodijelan). Nalazio se po svojoj prilici uz cestu na udaljenosti 49 i 49 millia passuum od Siscije:
PRO FELICITATE(domi)
NORVM NOSTR(orum)
VALENTINIAN(i)ET(valentis)
AVG(ustorum) A SISCI(a)
m(illia)P(assum) XIII y
Cesta iz rimskog vremena vodila je od Dubice preko Baćina, Utolice, i Meminske prema Sisku (Sisciji) dokumentirana je s pet miljokaza od kojih su četiri nađena kod Baćina, a jedan u samoj Hrvatskoj Dubici.
Što se tiče kasnije povijesti Dubica se spominje 1239. godine kada se kralj Koloman pomirio s Templarima (katolički viteško-monaški red koji se kod nas često naziva "hramovci" ili "božjaci") kad im vraća neke posjede.
Godine 1240. mjesto Dubica se spominje putem povelje u kojoj meštar Jakov nastupa kao svjedok u prodaji neke zemlje kod Dubice. Opisujući međe te zemlje isprava govori da njena međa:
"... dolazi do puta koji iz Kostajnice vodi u Dubicu..."
Dubičku župu dobili su templari u zamjenu za grad Senj. Poslije njih u Dubicu dolaze Ivanovci (pripadnici reda malteških vitezova osnovanog 1070. za zaštitu i njegu palestinskih hodočasnika). Odjeća Ivanovaca bila je crni plašt s bijelim križem, a danas se bave njegom bolesnika.
U Dubici su postojali stari samostani: Samostan pavlina s crkvom Blažene djevice Marije s desne strane Une te cistercitski samostan benediktanskog reda.
Pavlinski se red iz Dubice širi 1288. godine u današnje svetište Majke Božje Remetske, gdje prema predanju redovnik Iskvirin sa sobom nosi kip Majke Božje. Godine 1490. kip Majke Božje uokviren je gotskim ukrasom u kojem se nalaze mali kipovi četiriju svetica, Barbare, Hedvige, Katarine i Agneze.
Iz Dubice pavlini su otišli 1465. godine pred turskom najezdom.
Uređenje Dubice kao grada govori nam povelja izdana 1244. godine u Dubici u kojoj tamošnji sudac Ernej sa svim došljacima dubičkim daje i omeđuje pavlinima zemlju, pokoravajući se molbi kralja Kolomana. Dubica kao castrum Dobicha 1258. godine iz pisane isprave hrvatsko-ugarskog kralja Bele IV. od 4. srpnja u kojoj rješava spor nastao zbog zemlje koja se zove Kostajnica, a spor je nastao zato što neki podložnici dubičkog kastruma tvrde da je kostajnički građanin Hutinka zaposjeo tu zemlju Kostajnicu silom, po smrti kralja Kolomana. Hutinka tvrdi obratno, da je tu zemlju uživao već za kraljeva života i sve do sada u miru. Kralj povjerava rješavanje spora Zagrebačkom kaptolu,a njihov čovjek ispitavši slučaj na licu mjesta, rješava spor tako da je Hutinka vratio samo dio te zemlje Dubičanima.
Između njihovih posjeda određene su nove međe.
Po samoj Dubici dobio je ime i arhiđakonat dubički koji je obuhvaćao tri crkvena kotara i to: dubički, sanski i vrbaški. U tom arhiđakonatu dubičkom 1334. godine bilo je 46 župa.
Templari su u Dubici gospodari do svog ukinuća što se dogodilo 1312. godine nakon čega kaštel Dubica i dubička župa prelaze u ruke Vitezova Svetog Ivana Jeruzalemskog.
Dubica se ponovno spominje 1351. zbog spora o zemlji, a koji je riješio zagrebački Kaptol 1352. tako što su Kostajničani zamijenili neke svoje zemlje za zemlje nekih dubičkih građana.
Za vrijeme vladavine Pavla iz Horvata od 1379. – 1386. (Horvati posjed oko današnjih Mikanovaca u istočnoj Slavoniji) zagrebačkog nadbiskupa koji je stupio na dužnost 11. veljače 1379. što je vidljivo iz isprave kralja Ludovika ponovno dolazi do spomena imena Dubica u sporu koji vodi biskupov vikar u duhovnim poslovima Kanonik Andrija, komarnički arhiđakon. Sudio je 2. studenog 1384. u Zagrebu parnicu u korist Pavlina u Dubici.
U ratu s Ugarskom, bosanski vojskovođa Hrvoje Vukčić Hrvatinić osvaja 1397. godine Dubicu i drži je u svom posjedu do 1402. godine.
U ovom periodu od 1397. – 1402. Dubička župa koja se protezala Uni na jug između ušća Sane te planina Kozare i Prosare pripadala je Donjim Krajima Hrvoja Vukčića Hrvatinića. Zabilježeno je da u Dubičkoj župi u tom razdoblju
postoje sljedeća mjesta Dubički trg, greda, Slabinja i Strigova.
Dubica je prvi put napadnuta od strane Turaka 1461. godine, značajnije bitke koje se vode za Dubicu su bile:
1483. B. Frankopan pobijedio je Turke kod Dubice
1513. veliku bitku protiv Turaka vodio je znameniti hrvatski ban i biskup Petar Berislavić bacivši Turke na koljena.
Bitka se odvijala na sljedeći način prema pismenom zapisu: 
S tom vojskom krenuo je uz lijevu obalu Save do Kraljeve Velike, zatim se okrenu k Jasenovcu, gdje je prešao Savu i onda pošao prema jugozapadu, te se utaborio iza Dubice, uz one gore što se steru tomu mjestu za leđima i na jugu obrubljuju ravnicu kojom teče rijeka Sunja.
Bilo je to na Veliku Gospu (15. kolovoza) 1513.,Turci su mislili da je u Berislavića velika vojska, te stadoše opkope praviti oko svog tabora kod Blinje, ali čuvši poslije da su kršćani brojem mnogo slabiji, odlučiše ih samo napasti. I tako se zametnula sutradan 16. kolovoza bitka koja je završila sjajnom pobjedom Hrvata. Mnogo je Turaka poginulo na bojnom polju, a mnogo ih se na bijeg u Savi i Uni potopilo.
Javlja se da je tom prigodom nastradalo 2000 – 2700 Turaka, među palima bili su četiri vojvode, a peti je dopanuo ropstva, te bi s drugim sužnjima poslan kralju Vladislavu na dar.
Glasovi o pobjedi kod Dubice biše razneseni na sve strane: Hrvati ohrabrili se ponovo, a strani svijet stao se nadati da bi mogao ukrotiti bijes turski.
Ime hrabrog Berislavića mnogo se spominjalo. Više gradova u hrvatskoj dalo je na dan njegove pobjede na vječnu spomen uklesati nad gradska vrata, a papa Leon X. nadario je srčanog biskupa o Božić blagoslovljenim mačem i klobukom.
Napokon se sjeti Petra Berislavića i kralj Vladislav; malo nakon pobjede imenovao ga vranskim priorom i županom dubičkim da bi bogatim prihodima te priorije mogao lakše suzbijati daljnje turske navale. Ban i biskup, Vranski prior i župan dubički Petar Berislavić umro je 20. svibnja 1520. godine.
Dubicu u tursko-mletačkom ratu 1538. godine Turci ponovno zauzimaju, te je zadržavaju u svojem posjedu do 1685. godine.
Padom Dubice 1538. godine Turci dolaze duboko u prostor Zagrebačke biskupije i tada najveći arhiđakonat Zagrebačke biskupije bi poharan i naseljen pravoslavnim Vlasima i muslimanima. Na taj događaj ostala je uspomena na danas već zaboravljenim zemljovidima pod imenom "Croatia Turcica" – Turska Hrvatska.
Turski vojskovođa Sulejman II. nastavio je stezati obruč i s istoka, te početkom 1543. osvaja Voćin, Stupčanicu, Bijelu Stijenu, Orahovicu i Pakrac.
Slobodni prostor biskupije sve se više smanjivao. Dok su Turci taktikom "spaljene zemlje"  upadali sve dublje u neosvojena područja paleći, pljačkajući i odvodeći ljude u sužanjstva. Da bi oslabili obranu domaćeg pučanstva, Turci su naseljavali u pogranična područja Vlahe koji su uništavajući domaće stanovništvo pripremali podlogu za daljnja Turska osvajanja.
Očajno stanje u kojem se našla Zagrebačka biskupija i cijela Hrvatska najbolje se vidi iz pisma Pape Zagrebačkom biskupu Šimunu Erdoedyju od 19. travnja 1537. U tom pismu biskup Šimun se požalio da mu je sve već opustošeno i oteto. Na očekivanu pomoć od pape dobio je zdvojan odgovor pape koji se iskreno trudi pomoći i njemu i Hrvatskoj.
Istaknuvši kako ne može ništa učiniti kod kršćanskih vladara i kako je Sulejman II. zaprijetio navalom na Italiju, papa Pavao III. piše biskupu Erdoedyju sljedeće: "Srdžba Božja još uvijek traje. zajednička nam je nevolja, nek nam bude i zajednička utjeha. Molimo Boga da njegova kazna ne bude onako velika koliku je zaslužujemo."
Biskup Šimun bio je svjedokom nemilih događaja u Zagrebačkoj biskupiji. Nakon teške bolesti umro je u Čazmi u mjesecu lipnju 1543. godine, a pokopan je po osobnoj želji u zagrebačkoj katedrali. U jednom svojem pismu kralju Ferdinandu napisao je: "Čuje se grmljavina topova s istoka". Poslije njegove smrti moralo se pod tom grmljavinom bježati sve dalje u "ostatke ostataka nekoć slavnog hrvatskog kraljevstva".
Zagrebački biskup Petar Petretić 1647. – 1667., bio je prvi koji je poduzeo korake da pomogne katolicima na području biskupije u Slavoniji pod turskom vlašću. Petretić je 8.listopada 1658. imenovao fra Mateja Belinića svojim pomoćnikom i generalnim vikarom za prostor između Save i drave obuhvaćajući gradove i mjesta Dubicu, Požegu, Veliku, Viroviticu, Valpovo, i Vlašku preko Drave do granice pečuške, vesprimske i đurske biskupije, s ovlaštenjima da može propovijedati i dijeliti svete sakramente.
Za Petretića je znakovito reći da je u svojoj crkvenoj i političkoj djelatnosti prema pravoslavnima postupao strogo i odrješito, te je na taj način uspostavio relativan mir u gradovima i županijama gdje su pravoslavni živjeli. Naime opće je poznato iz starih zapisa da su zbog prevelikih carskih privilegija danih pravoslavnom stanovništvu i neposlušnosti pravoslavnih patrijarha zagrebačkim biskupima i samom Rimu, često izbijale pobune.
1685. godine Ban Nikola Erdoedy oslobađa Dubicu od Turaka. Iste godine Austrijanci potiskuju Turke iz Dubice i zauzimaju utvrdu. Od tada su u više mahova vođene bitke za grad, o čemu govori podatak da je Dubica prelazila malo malo iz turskih u austrijske ruke i obratno.
Dubica je dolazila u tri puta u austrijske ruke i to: 1687. – 1701., 1716. – 1741. i 1788. – 1796.
Dubica je postala kaptolskim posjedom 1688. kada je oslobođena od Turaka jer su krajevi preko Une pripali Turcima, u Dubici su izgradili nekakovu utvrdu.
U Dubici pogiba za vrijeme bijega u Tursku ratoborni Aleksandar Mikulić, otac budućeg zagrebačkog biskupa Aleksandra Ignacija Mikulića
Dubica je bila predmetom rasprave kada je u jesen 1749. Hrvatski Sabor rješavao pitanja preuređenja Vojne krajine i financiranja tamošnjih časnika. Tada je došlo do nesuglasica između svjetovnih staleža i klera, jer su podložnici zagrebačke crkve ispod Kupe od davnina bili oslobođeni plaćanja daća i zbog toga što su Kaptolu htio oduzeti posjed Dubica. Biskup Franjo Klobusiczky (Klobušički) je tada u dogovoru s kaptolom odlučio da se radi interesa i potrebe zemlje i dvora, njihovi podložnici podvrgnu obvezi plaćanja poreza. s druge strane postigao je da Dubica ostane u kaptolskom posjedu u kojem su kanonici obavljali dužnost vojnog zapovjednika.
Za povijest Dubice značajnu ulogu odigrao je i biskup Franjo Thauszy koji je obavljao funkciji kapetana Dubice od 1734. – 1737. 
Godine 1714. ponovno su oslobođeni krajevi preko Une od turaka,a Thauszy kao kapetan Dubice 1736. godine izgradio je s druge strane Une novu zidanu utvrdu na trošak zagrebačkog kaptola.
Novoizgrađena utvrda zadržavala je provale Turaka za vrijeme ratova 1737. i 1738.godine.
U Dubici je postojala župna crkva Presvetog trojstva drvene građe kraj koje je 1738. zakopan kanonik zagrebački Mijo Zlatarić i zapovjednik grada u Dubici. Crkva je imala tri žrtvenika posvećena: Presvetom trojstvu, Blaženoj djevici Mariji i Svetom Mihalju koji je kasnije posvećen Sv. Franji Ksaverskom. Godine 1742. kraj preko Une prepušten je Turcima. 
Dubica se spominje ponovno u nekakvom sporu između biskupa Thauszyja i Krčelića zbog nekog problema oko Dubice, o kojem nemamo saznanja.
Zidanje crkve Presvetog trojstva počelo je 1771. godine, kao i podizanje župnog ureda, a 1767. godine već je bio sazidan crkveni toranj s tri zvona. Crkva je darivana od zagrebačkog kaptola crkvenim odijelom te drugim stvarima. Župnici od tog vremena su: Ivan Zečić, Stjepan Dragun, Petar Perički, Petar Krivošić, Petar Bizačić. Prema zapisu Župne spomenice župnik Dragun ostavio je 200 Forinti da se kamate upotrijebe za paljenje vječne luči, a kanonik Posredić 50 Forinti za nošenje baklji kada svećenik ide k bolesniku, međutim sav novac je uzet kad je počela gradnja crkve. 
Župnici dubički su imali dovoljno zemlje s ove strane i druge strane Une, uz to su imali lukno, štolarinu, ribolov, pravo na dreva i premda nije imao vinograd imao je pravo vinotočja.
Preko Une također je postajala župna Crkva Sv. Stjepana izgrađena u spomen Stjepana kralja,a župom je upravljao Mirko Biondić za kojeg pisac kaže da je služio misu na ilirskom (staroslavenskom) jeziku, knjige za propovijedi da ima hrvatske.
Kapele u župi dubičkoj su bile: kapela Blažene Djevice Marije u Staroj Varoši. Ova kapela je nekoć bila župna crkva,ali zbog čestih turskih udara župna crkva je uzidana dalje od dometa turskog zrnja. Kapela je bila kamenom podzidana,a inače sva drvena,a oko nje je bilo groblje gdje su zakapljani župljani iz Dubice.
Druga kapela Sv. Ivana Nepomuka bila je podignuta u polju med gradom i kapelom Blažene Djevice Marije blizu Une troškom kanonika Colnića, zapovjednika dubičkog koji je kasnije postao bosanski biskup. U zvoniku je bilo zvono teško 2 tone, a misa se služila tri puta na godinu. Godine 1771. kapela se ukida jer nije potrebna.
Treća kapela je Svih Svetih napravljena od drveta i smještena na brdašcu pokraj sela Baćin, bila je dosta neugledne vanjštine, te se u bilješki veli da je sličnija klijetu u vinogradu nego crkvi. U zvoniku je bilo zvono od 2,5 tona,a okolo kapele je bilo groblje, u koje su se zakapali župljani tog sela. Misa se služila pet puta na godinu. Zanimljiv je podatak da župnici nisu uvijek bili zadovoljni s narodom, jer je mlak u pohađanju Božje službe, što se odrazilo i u današnjem mentalitetu žitelja ovog kraja.
Dana 26. kolovoza 1788. godine Dubica dolazi u ruke Laudona, tom prilikom C. Schultz naslikao je Dubicu iz čega je vidljivo da se stari grad nije značajnije promijenio, jer su oko njega izgrađene moderne utvrde.
Na Weiglovoj karti iz doba karlovačkog mira 1699. godine vidi se da tlocrt grada Dubice četverokut, koji ima na strani prema Uni četverokutnu kulu sa strijelcima, a na dvije suprotne strane okrugle kule. Weissova slika iz 1729. godine također prikazuje Dubicu kao i Weglova, ali i "Novu Dubicu" mali drveni kaštel.

## Poznate osobe
- Ivo Kozarčanin, književnik
- Mirko Braun, nogometaš
- Vinko Sabljar, verhovni nadzornik c.k. financijske straže – napisao knjigu "Miestopisni riečnik kraljevnah Dalmacije, Hervatske i Slavonije" 1866. godine u Zagrebu. Knjigu je posvetio Biskupu Jurju Hauliku.

## Spomenici i znamenitosti
Na području općine Hrvatska Dubica pronađena su 5 miljokaza i to 4 u Baćinu, a jedan u samoj Hrvatskoj Dubici.
Miljokazi se nalaze u Arheološkom muzeju u Zagrebu.

## Obrazovanje
U Hrvatskoj Dubici djeluje Osnovna škola "Ivo Kozarčanin".

## Kultura
U Hrvatskoj Dubici djeluje Kulturno umjetničko društvo "Jeka" – Hrvatska Dubica.
U Hrvatskoj Dubici održava se svake godine smotra folklora 5. kolovoza/na dan oslobođenja od srpskog agresora/ pod nazivom "Dubički susreti".

## Šport
U Hrvatskoj Dubici djeluju sljedeća sportska društva:
- nogometni klub NK Una-Mladost Hrvatska Dubica
- šahovski klub "Una" – Hrvatska Dubica
- stolno teniski klub "Una" – Hrvatska Dubica
- športsko-ribolovna udruga "Mladica" – Hrvatska Dubica
- lovačko društvo "Jelen" – Hrvatska Dubica
- školski hrvački klub

## Vanjske poveznice
- Hrvatska Dubica